# 포시디우스
포시디우스(Possidius, 5세기)는 신뢰할 수 있는 전기와 indiculus 또는 그의 작품 목록을 쓴 Hippo의 Augustine의 친구였다. 그는 누미디아의 로마 속주에 있는 Calama 의 주교였다.